# 코믹 파티
《코믹 파티(Comic Party, 일본어: こみっくパーティー)》는 1999년에 리프 사에서 발매한 연애 어드벤처 + 연애 시뮬레이션 게임이며, 동명의 게임 내에서의 동인지 즉매회의 이벤트 명칭이기도 하다. 동인지를 쓰면서 미소녀들과 사이가 좋아진다는 컨셉의 작품으로, 리프 사에 의해 실제로 같은 명칭의 동인지 즉매회가 개최된 적도 있었다. 일본에서는 약칭으로 '코미파'(일본어: こみパ)라고 칭하기도 한다.

## 개요
본 작품은 리프 도쿄 개발실의 첫 작품이자 대표작인 동시에, 드림캐스트(DC)나 PSP 등의 게임기로의 이식이나 애니메이션화 등 광범위하게 확대되었으며, 투하트와 쌍벽을 이루는 리프의 간판 작품이기도 하다.

## 등장인물

### 주인공
센도 카즈키(千堂 和樹)
성우 : 키쿠치 마사미

### 히로인
타카세 미즈키(高瀬 瑞希)
성우 : 사야마 리코, 사쿠마 쿠미(『Revolution』제2화만)
마키무라 미나미(牧村 南)
성우 : 야마다 미호
이나가와 유우(猪名川 由宇)
성우 : 모로타 카오루
오오바 에이미(大庭 詠美)
성우 : 이시카와 시즈카
하세베 아야(長谷部 彩)
성우 : 소노자키 미에
하가 레이코(芳賀 玲子)
성우 : 무타 아키코
츠카모토 치사(塚本 千紗)
성우 : 바바 스미에
사쿠라이 아사히(桜井 あさひ)
성우 : 코오로기 사토미
타치카와 이쿠미 (立川 郁美)
성우 : 코오로기 사토미
미카게 스바루(御影 すばる)
성우 : 쿠라타 마사요

### 서브 히로인
사와다 마키코(澤田 真紀子)
성우 : 도도 아사코
카자마 스즈카(風見 鈴香)
성우 : 소노자키 미에
호시노 미호(星野 美穂)
성우 : 키쿠라 유미, 사카타 카요(『Revolution』만)
츠키시로 유카( )
성우 : 도도 아사코, 사쿠마 쿠미 (『Revolution』만)
유메지 마유( )
성우 : 소노자키 미에

### 서브 캐릭터
쿠혼부츠 타이시(九品仏 大志)
성우 : 토치카 코이치
타치카와 유조(立川 雄蔵)
성우 : 나가사코 타카시
타테남
성우 : 미야타 코우키
요코남
성우 : 나가사코 타카시